# Bound for Glory (2022)
Bound for Glory (2022) foi um evento pay-per-view (PPV) de luta profissional produzido pela Impact Wrestling. Aconteceu em 7 de outubro de 2022, no Albany Armory em Albany, Nova York. Foi o 18º evento da cronologia Bound for Glory.
Nove lutas foram disputadas no evento, incluindo uma no pré-show e uma gravada como exclusiva digital. No evento principal, Josh Alexander derrotou Eddie Edwards para reter o Campeonato Mundial da Impact. Em outras partidas importantes, Jordynne Grace derrotou Masha Slamovich para reter o Campeonato Mundial de Knockouts da Impact, The Death Dollz (Jessicka e Taya Valkyrie) derrotou VXT (Chelsea Green e Deonna Purrazzo) para ganhar o Campeonato Mundial de Duplas de Knockouts da Impact, Mickie James derrotou Mia Yim em uma luta de aposentadoria, e Frankie Kazarian derrotou Mike Bailey para ganhar o Campeonato da X Division da Impact na luta de abertura. Raven seria introduzido no Hall da Fama da Impact durante o pré-show Countdown to Bound for Glory. O evento também marcou a estreia de Dirty Dango e o retorno de Bully Ray (que venceu o Call Your Shot Gauntlet), Joe Hendry, Matt Cardona, Rhino, Taylor Wilde e Tommy Dreamer.

## Produção

### Introdução
Em 4 de agosto de 2022, o Impact Wrestling anunciou que Bound for Glory aconteceria em 7 de outubro de 2022, no Albany Armory em Albany, Nova York.

### Histórias
O evento contará com várias lutas de wrestling profissional, que envolvem diferentes lutadores de feud, enredos e histórias preexistentes. Os lutadores retratam heróis, vilões ou personagens menos distinguíveis em eventos roteirizados que criam tensão e culminam em uma luta ou série de lutas. As histórias são produzidas no programa de televisão semanal do Impact.
No episódio de 18 de agosto do Impact!, Eddie Edwards venceu uma luta ix-wayd d eliminação ontra Bandido, Moose, Rich Swann, Sami Callihan e Steve Maclin para se tornar o desafiante número um ao Campeonato Mundial da Impact de Josh Alexander. Os dois se enfrentarão no evento principal do Bound for Glory.
No Emergence, Jordynne Grace defendeu com sucesso o Campeonato Mundial de Knockouts da Impact contra Mia Yim. Após a partida, Grace seria confrontada pela invicta Masha Slamovich, que apresentou a campeã uma "mandado de morte" (uma foto de Grace riscada no sangue de Slamovich). Três semanas depois, no episódio de 1º de setembro do Impact!, Slamovich derrotou a Campeã Mundial de Duplas de Knockouts da Impact, Deonna Purrazzo, em uma luta pelo título de desafiante ao Campeonato Mundial de Knockouts, ganhando uma luta pelo título contra Grace no Bound for Glory.

## Resultados
| Nº                                          | Resultados | Estipulações | Tempo |
| ------------------------------------------- | --- | --- | ----- |
| Dark                                        | Bullet Club (Ace Austin, Chris Bey e Juice Robinson) derrotaram Alex Zayne, Laredo Kid e Trey Miguel                               | Luta de duplas de seis homens | 7:14  |
| Pré- show                                   | Brian Myers (c) derrotou Dirty Dango                                                                                               | Luta individual pelo Campeonato de Mídias Digitais da Impact | 5:00  |
| 1                                           | Frankie Kazarian derrotou Mike Bailey (c)                                                                                          | Luta Individual pelo Campeonato da Divisão X da Impact | 23:10 |
| 2                                           | Mickie James derrotou Mia Yim | Luta de aposentadoria Se Mickie James tivesse perdido, ela teria sido forçada a se aposentar das competições dentro do ringue.                                                                  | 16:50 |
| 3                                           | The Death Dollz (Jessicka e Taya Valkyrie) (com Rosemary) derrotaram VXT (Chelsea Green e Deonna Purrazzo) (c)                     | Luta de duplas pelo Campeonato Mundial de Duplas de Knockouts da Impact | 17:32 |
| 4                                           | The Kingdom (Matt Taven e Mike Bennett) (c) (com Maria Kanellis) derrotou The Motor City Machine Guns (Alex Shelley e Chris Sabin) | Luta de duplas pelo Campeonato Mundial de Duplas da Impact | 26:47 |
| 5                                           | Bully Ray venceu eliminando Steve Maclin por último                                                                                | Intergênero de 20 pessoas Call Your Shot Gauntlet O vencedor recebe um troféu e um contrato que pode invocar a qualquer momento dentro de um ano para uma partida do campeonato de sua escolha. | 38:56 |
| 6                                           | Jordynne Grace (c) derrotou Masha Slamovich                                                                                        | Luta Individual pelo Campeonato Mundial de Knockouts da Impact | 26:11 |
| 7                                           | Josh Alexander (c) derrotou Eddie Edwards                                                                                          | Luta Individual pelo Campeonato Mundial da Impact | 38:20 |
| (c) – Refere-se aos campeões antes da luta. | | |       |

### Entradas e eliminações do Call Your Shot Gauntlet
| Nº | Lutador          | Eliminado por             | Ordem | Eliminação(ões) |
| -- | ---------------- | ------------------------- | ----- | --------------- |
| 1  | Eric Young       | Rich Swann                | 16    | 1               |
| 2  | Joe Hendry       | Moose                     | 3     | 0               |
| 3  | Steve Maclin     | Bully Ray                 | 19    | 5               |
| 4  | Rich Swann       | Steve Maclin              | 17    | 1               |
| 5  | PCO              | Moose                     | 4     | 0               |
| 6  | Savannah Evans   | Tasha Steelz              | 1     | 0               |
| 7  | Johnny Swinger   | Bully Ray e Tommy Dreamer | 7     | 0               |
| 8  | Tasha Steelz     | Bully Ray                 | 6     | 2               |
| 9  | Killer Kelly     | Tasha Steelz              | 2     | 0               |
| 10 | Moose            | Steve Maclin              | 11    | 4               |
| 11 | Sami Callihan    | Deaner*                   | 5     | 0               |
| 12 | Taylor Wilde     | Matt Cardona              | 12    | 0               |
| 13 | Gisele Shaw      | Matt Cardona              | 13    | 0               |
| 14 | Bully Ray        | Vencedor                  | —     | 3               |
| 15 | Tommy Dreamer    | Steve Maclin              | 8     | 1               |
| 16 | Rhino            | Moose                     | 9     | 0               |
| 17 | Bhupinder Gujjar | Eric Young                | 15    | 1               |
| 18 | Heath            | Moose and Steve Maclin    | 10    | 0               |
| 19 | Bobby Fish       | Steve Maclin              | 18    | 0               |
| 20 | Matt Cardona     | Bhupinder Gujjar          | 14    | 2               |

- (*) – Deaner was not an official participant in the match.